# 브렌다 아스니카르
브렌다 아스니카르(Brenda Asnicar, 1991년 10월 17일 ~ )는 아르헨티나의 배우, 가수, 모델, 댄서이다.